# Лидо ди Ното
Лидо ди Ното је насеље у Италији у округу Сиракуза, региону Сицилија.
Према процени из 2011. у насељу је живело 741 становника. Насеље се налази на надморској висини од 21 м. Ово насеље је у области града Ното (10 км од центра).